# Homalictus terminalis
Homalictus terminalis — вид перетинчастокрилих комах родини галіктид (Halictidae). Описаний у 2019 році.

## Поширення
Ендемік Фіджі. Виявлений лише на горі Батіламу на висоті 1110—1118 м над рівнем моря неподалік міста Наді на острові Віті-Леву.

## Опис
Дрібні бджоли, завдовжки до 5 мм.